# Голенко, Максим Евгеньевич
Ма́ксим Евге́ньевич Голенко (род. 2 апреля 1985) — российский футболист, полузащитник.
В России играл на любительском уровне за смоленские команды СКА — «Юность России» (2001), «Кристалл» — СКА МВО (2002), САПА (2006), «Металлург» Ярцево. В 2003 году начал выступления в чемпионате Белоруссии за ФК «Молодечно». Проведя два матча, перешёл в «Белшину» Бобруйск, где за полтора года сыграл два матча в чемпионате и 18 (один гол) — за дубль.